# Харрисон, Томас (военачальник)
Томас Харрисон (англ. Thomas Harrison; 1616, Ньюкасл-андер-Лайм — 13 октября 1660, Тайберн) — английский генерал-майор во время английской революции, сторонник парламента, участник суда, вынесшего смертную казнь королю Карлу I.
После реставрации Стюартов на английском престоле был арестован, предан суду и казнён как государственный изменник.

## Биография

### Происхождение и молодость
Был вторым ребёнком и единственным сыном мясника Ричарда Харрисона (ум. 1653), который четыре раза был мэром Ньюкасл-андер-Лайма и его жены Мэри Харрисон.
Получив школьное образование, уехал в Лондон, где работал клерком у адвоката мистера Халка.

### Военная и политическая карьера

#### Первая гражданская война
В начале первой гражданской войны в августе 1642 года поступил добровольцем в парламентскую армию, которой командовал Роберт Деверё, граф Эссекс.
Летом 1643 года перевёлся в качестве капитана в кавалерийский отряд Восточной ассоциации под командованием Эдварда Монтегю, 2-го графа Манчестера. Затем он служил в кавалерийском отряде под командованием Чарльза Флитвуда, где был повышен до звания майора. В звании подполковника он участвовал в бое при Марстон-Муре, в котором сторонники парламента одержали победу над кавалерами. После битвы он стал одним из ярых сторонников генерала Оливера Кромвеля, чем вызвал неудовольствие в Комитете Обоих королевств.
В октябре 1644 года после второй битвы при Ньюбери он поддержал Кромвеля во время спора с Монтегю. В 1645 году он был переведён в Армию нового образца, в составе которой участвовал в битве при Нейзби, в которой армия парламента одержала решающую победу над королевской армией.
Благодаря своим военным успехам, в 1646 году стал членом «Долгого парламента». С января по май 1647 года служил в Ирландии по просьбе Филипа Сиднея, виконта Лайла, когда тот служил в Ирландии в качестве лорда-лейтенанта. После возвращения на родину, он стал одним из ярых противников переговоров с королём Карлом I, после того как король бежал из плена.

#### Вторая гражданская война и казнь Карла I
Во время второй гражданской войны воевал под командованием генерала Джона Ламберта. Во время сражения при Эпплби был тяжело ранен, хотя при этом Харрисон захватил вражеское знамя. В ноябре 1648 года он командовал военным эскортом, который сопровождал захваченного в плен короля Карла I. В январе 1649 года был судьей на суде над королём и подписал смертный приговор королю.
В 1650 году был отправлен в Уэльс в качестве президента Комиссии по распространению Евангелия для поддержки пуританских миссионеров. В Уэльсе он стал фактически военным губернатором и имел репутацию строгого человека. В 1651 году получил звание генерал-майора и был командующим английской армией во время военной экспедиции в Шотландию, где успешно отличился в битве при Натсофрде и в битве при Вустере.

#### В оппозиции Кромвелю
Был одним из лидеров Пятых монархистов, которые выступали против десятины и за сокращение налогов. В декабре 1653 года «люди пятой монархии» выступили против протектората Кромвеля, из-за чего Харрисон став ярым противником Кромвеля был уволен из армии.
Харрисона подозревали в участии в разных заговорах и подготовке восстаний, из-за этого он четыре раза при Кромвеле попадал в тюрьму. После смерти Кромвеля ушёл из политической деятельности, не оказывая поддержку ни одному претенденту на власть.

### Семья
В 1646 году женился на своей кузине Кэтрин Харрисон, супруги имели троих детей, которые умерли в детстве.

### Арест, суд и казнь
После реставрации Стюартов в мае 1660 года престол занял сын казнённого короля Карл II, который потребовал наказания для виновников смерти отца. Харрисон был арестован и посажен в Тауэр, а в октябре того же года он был предан суду, в ходе которого он утверждал, что делал всё правильно. Суд приговорил его к смертной казни, как государственного изменника.
13 октября 1660 года Харрисон был казнен через повешение, потрошение и четвертование. По свидетельствам очевидцев, когда Харрисона сняли с виселицы и готовили к потрошению, он ударил палача, который затем отрубил ему голову. По окончании казни его голова была выставлена в Вестминстер-холле, а внутренности были прибиты к лондонским городским воротам. 